# Sergio Llull
Pour les articles homonymes, voir Lull (homonymie).
Sergio Llull, né le 15 novembre 1987 à Maó, est un joueur espagnol de basket-ball évoluant aux postes de meneur et d'arrière au Real Madrid.

## Biographie
En mai 2007, il rejoint le Real Madrid, club avec lequel il dispute les playoffs de la Liga ACB. Il remporte ainsi son premier titre de champion d'Espagne. Il est choisi en trente-quatrième position par les Nuggets de Denver lors de la draft 2009. Ce contrat est ensuite racheté par les Rockets de Houston pour 2,25 millions de dollars, ce qui constitue alors le prix le plus élevé déboursé pour acquérir un joueur choisi au deuxième tour. Toutefois, le joueur prolonge avec son club espagnol du Real Madrid. Il signe encore un nouveau contrat durant l'été 2010, contrat qui le lie avec le club espagnol jusqu'à la fin de la saison 2013-2014, contrat avec une clause libératoire très dissuasive de 5 millions d’euros. En novembre 2012, il prolonge son contrat avec le Real de quatre années supplémentaires, portant celui-ci au terme de la saison 2017-2018.
Lors de la saison 2014-2015, le Real Madrid réalise un « poker », c'est-à-dire que le club remporte 4 titres : championnat, Euroligue, coupe d'Espagne et supercoupe d'Espagne. Llull est nommé meilleur joueur de la finale du championnat et fait partie de l'équipe-type du championnat avec son coéquipier, le MVP, Felipe Reyes, Pau Ribas, Marko Todorović et Jayson Granger.
Le 5 juillet 2015, alors que les Rockets de Houston, en NBA, lui proposaient un contrat de 23,8 millions de dollars sur trois ans, il prolonge son contrat jusqu'en 2021 avec le Real Madrid.
Il fait partie de l'équipe d'Espagne entraînée par Sergio Scariolo qui remporte le bronze aux Jeux olympiques de 2016.
En octobre 2018, Llull devient le meilleur marqueur à trois points de l'histoire du Real Madrid. Il dépasse le record de 661 paniers à trois points établi par Alberto Herreros quand il jouait au Real. Llull est aussi le meilleur passeur de l'histoire du club. En mai 2023, Llull devient le meilleur marqueur de l'histoire du Real, dépassant Felipe Reyes.
En septembre 2024, lors de la demi-finale de la supercoupe d'Espagne gagnée contre le FC Barcelone, Llull devient le joueur ayant disputé le plus de saisons (19) avec le Real, tous sports confondus.
En mai 2025, Llull annonce prendre sa retraite de l'équipe nationale espagnole. Il a joué 173 fois avec la Roja.

## Clubs successifs
- 2005-2006 :  Finques Olesa
- 2006-2007 :  Ricoh Manresa
- depuis 2007 :  Real Madrid

## Palmarès

### Club
Real Madrid (29 titres)
- Champion d'Espagne : 2007, 2013, 2015, 2016, 2018, 2019, 2022, 2024 et 2025
- Coupe du Roi : 2012, 2014, 2015, 2016, 2017, 2020 et 2024
- Supercoupe d'Espagne : 2012, 2013, 2014, 2018, 2019, 2020, 2021, 2022 et 2023
- Euroligue : 2015, 2018, 2023
- FIBA coupe intercontinentale : 2015

### Sélection nationale
- Tournoi olympique de basket-ball masculin
  -  Médaille d'argent aux Jeux olympiques 2012 de Londres
  -  Médaille de bronze aux Jeux olympiques 2016 de Rio de Janeiro
- Championnat du monde masculin de basket-ball
  -  Médaille d'or à la Coupe du monde 2019 en Chine.
- Championnat d'Europe
  -  Médaille d'or du championnat d'Europe 2009
  -  Médaille d'or du championnat d'Europe 2011
  -  Médaille d'or au Championnat d'Europe 2015
  -  Médaille de bronze au Championnat d'Europe 2013
- Compétitions de jeunes 
  -  Médaille d'or des Championnats d'Europe des moins de 18 ans 2004 à Saragosse
  -  Médaille d'argent des Championnats d'Europe des moins de 20 ans 2007, Slovénie/Italie

### Distinctions personnelles
- Nommé dans le deuxième meilleur cinq majeur de l'Euroligue en 2011
- Désigné meilleur joueur (MVP) de la coupe du Roi 2012
- Nommé meilleur joueur de la finale du championnat d'Espagne en 2015 et en 2016[5]